# Ragnar Alström
Erik Olof Ragnar Alström, född 10 februari 1887 i Balingsta församling, Uppsala län, död 18 november 1967 i Uppsala, var en svensk präst. 
Alström, som var son till folkskolläraren och organist Erik August Alström och Maria Charlotta Moström, blev efter studier vid Fjellstedtska skolan student vid Uppsala universitet 1909, avlade teologisk-filosofisk examen 1911, blev teologie kandidat 1915 samt avlade praktisk teologiska prov och prästvigdes samma år. Han blev komminister i Sollentuna församling 1917, kyrkoherde i Alunda församling 1920, kyrkoherde i Ljusdals församling 1938 och kontraktsprost i Ljusnans kontrakt 1945. Han var inspektor för samrealskolan i Ljusdal från 1945 och ordförande i styrelsen för Hälsingegårdens lanthushållningsskola.